# キャメロン・オカシオ
キャメロン・オカシオ（Cameron Ocasio、1999年9月7日 - ）は、アメリカ合衆国の俳優。

## 出演作品
映像作品
- LAW & ORDER:性犯罪特捜班（2011年）
- フッテージ（2012年）
- サム&キャット（2013 - 2014年）※ダイス役

舞台作品
- Bloody Bloody Andrew Jackson（2010 - 2011年）